# 火魅子伝 〜恋解〜
『火魅子伝 〜恋解〜』（ひみこでん 〜れんげ〜）は、1999年3月11日に発売されたJAPAN FANTASY PROJECT（博報堂、アミューズ、レッドカンパニー）製作のゲーム。ジャンルは戦闘＆恋愛シミュレーション。メディアミックス作品『火魅子伝』の1つであり、アニメ版には原作としてクレジットされている。

## ストーリー
高校生の九峪は、九州の耶牟原遺跡から発掘された銅鏡に吸い込まれ、古代九洲にタイムスリップする。
九峪が吸い込まれた銅鏡「天魔鏡」の精「キョウ」によると、もとの世界へ戻るためには、耶麻台国の女王「火魅子」の力が必要だが、その国は狗根国に滅ぼされ存在しないという。各地に散らばった女王候補を集め耶麻台国を復興すべく、九峪は長い旅に出る。

## キャラクター
- 九峪（くたに） - 声：関智一
- 姫島日魅子（ひめじまひみこ） - 声：音宮つばさ
- キョウ - 声：南央美

### 女王候補
- 伊万里（いまり） - 声：水谷優子
- 星華（せいか） - 声：高田由美
- 志野（しの） - 声：平松晶子
- 藤那（ふじな） - 声：田中敦子
- 香蘭（こうらん） - 声：氷上恭子
- 只深（ただみ） - 声：小桜エツ子

### 恋人候補
- 女王候補の6名
- 清瑞（きよみず） - 声：芝原チヤコ
- 天目（てんもく） - 声：高島雅羅
- 上乃（あがの） - 声：岡村明美
- 亜衣（あい） - 声：伊藤美紀
- 夷緒（いお） - 声：井上喜久子
- 羽江（うえ） - 声：豊嶋真千子
- 織部（おりべ） - 声：新山志保

恋人候補のひとり。石川島源三の娘。性格は親分肌。
- 音羽（おとわ） 声:高乃麗

恋人候補のひとり。繊細で姉御肌。
- 愛宕（あたご） - 声：矢島晶子

恋人候補の女の子。南の島から来た。

### 耶麻台国軍武将
- 珠洲（すず） - 声：夏樹リオ

牢に監禁されていたところを九峪に救出されて仲間に加わる。
- 閑谷（かんや） - 声：石田彰
- 忌瀬（きのせ） - 声：渡辺美佐

狗根国軍の武将。医者しても知られている。
- 紅玉（こうぎょく） - 声：深見梨加

香蘭の母。香蘭に英才教育を学ばせている。
- 虎桃（ことう） - 声：夏樹リオ

弓の使い手。異なる人格を装い、気を持たせる素振りを見せる。
- 兎華乃（とかの） - 声：山田美穂（現：山田みほ）

魔兎族の女王。普段は兎の姿をしているが、人間にも変身ができる。
- 兎音（とね） - 声：半場友恵

狗根国の武将。
- 兎奈美（となみ） - 声：笹本優子

魔兎族のひとり。
- 魅土（みづち） - 声：渡辺美佐

竜神族のひとり。ある事情から、九峪に協力することになる。
- 嵩虎（たかとら） - 声：星野充昭
- 砥部（とべ） - 声：森川智之
- 重然（じゅうぜん） - 声：坂東尚樹
- 土岐（とき） - 声：深見梨加
- 寝太郎（ねたろう） - 声：結城比呂（現：優希比呂）
- 遠州（えんしゅう） - 声：山崎たくみ
- 永閃（えいせん） - 声：飛田展男
- 永楽（えいらく） - 声：宮原永海

### 狗根国軍武将
- 紫香楽（しから） - 声：森川智之
- 蛇渇（じゃかつ） - 声：若本規夫
- 帖佐（ちょうさ） - 声：松本保典
- 雲母（きら） - 声：深見梨加
- 鋼雷（こうらい） - 声：檜山修之
- 天目（てんもく） - 声：高島雅羅
- 平八郎（へいはちろう） - 声：大川透
- 回青（かいせい） - 声：渡辺美佐
- 東山（とうざん） - 声：玄田哲章

## ゲームシステム
内政・戦略・戦術・拡大戦闘の4つをひとまとめに1ターンとしてゲームは進行。1ターンは1週間（1か月は4週間）となっていて、九峪に与えられた時間は2年間なので96ターンしかない。
行動するにはお札が必要で、行動毎に最低一枚消費する。お札の発行は毎ターン嵩虎から内政時に報告され、最大12枚までストックできる。発行されるお札の数は取り戻した城の数に応じて増加する（お札の残数は戦闘時以外は画面左上に表示）。

### 内政
内政は、「内政の間」「提案の廊下」「九峪の間」の三つに分かれている。戦略を終了するか戦術をクリアすれば内政に入り、様々な行動ができる。

#### 内政の間
嵩虎の戦況報告や女王候補の攻撃提案が行われる。武将が仲間に加わるときはこの内政の間で加わる。女王候補の攻撃提案は、誰がどの城を提案したか覚えておく必要があり、忘れて放っておくと、提案した女王候補は単独で攻め入ってしまう。

#### 提案の廊下
この廊下に登場する女性はランダムで出現し、九峪に様々なお願いをしてくる。お願いの内容によって使用するお札の数が変化する。彼女たちを無視すると愛しさと親しさが下がる。また、彼女たちが笑顔のときはプレゼントをもらえる合図となっている。

#### 九峪の間
記録、終了、装備、贈り物、心鏡の5つのコマンドがある。ここではどんな行動をしてもお札は消費しない。
記録
セーブ。セーブはここでしかできない。
終了
終了を選ぶと、戦略画面に移る。その前に提案の結果報告や、女の子のお誘いがある。
装備
女の子たちからもらったアイテムを、九峪に二つまで装備させることができる。装備していると、1ターンごとにアイテムをくれた女の子の親しさが少しずつ上昇する。
贈り物
手に入れたアイテムを女の子にプレゼントできる。女の子の好みに合った物をあげると、愛しさが+5、親しさが+15と大幅アップ。合わない場合でも、親しさはほんの少しだけアップする。
心鏡
仲間になっている女の子たちの、九峪に対する気持ちを知ることができる。チビキャラの前に表示されている菱形が愛しさと親しさを表している。菱形が大きくなれば親しさがアップしていることになり、菱形の色が青から赤に変わっているほど愛しさがアップしていることになっている。

### 戦略
九峪と6人の軍団長(火魅子候補)の行動を決定し、シナリオに先導されながらキャラクターを移動させる。九峪が女の子の城へ行って誘うと恋愛イベントになるが、敵に遭遇した時は、戦術の戦闘フィールド画面へ移る。フィールド画面で敵に接触すると拡大戦闘となり、最大4対4のチームバトルが始まる。戦争の勝敗が決まると、再び内政へ戻る。

## スタッフ
- プロデューサー：広井王子
- シナリオ（原作）：舞阪洸
- 原画：大暮維人
- キャラクターデザイン：東出太
- アニメーション：外山草
- 音楽：林哲司
- ゲーム監督：松本慈之

## 主題歌
オープニング「炎の女王」
作詞：舞阪洸 / 作曲：林哲司 / 編曲：白川雅 / 歌：水谷優子、平松晶子、高田由美、田中敦子、小桜エツ子、氷上恭子、音宮つばさ
エンディング「忘れないで」
作詞：舞阪洸 / 作曲：林哲司 / 編曲：白川雅 / 歌：水谷優子、平松晶子、高田由美、田中敦子、小桜エツ子、氷上恭子、音宮つばさ

## CD
全てバンダイ・ミュージックエンタテインメント
- 炎の女王（1999年2月21日発売）
  - ゲーム版OPテーマ、EDテーマに収録したのシングルCD。
- 火魅子伝〜恋解〜 CHARACTER SONG COLLECTION（1999年4月21日発売）
- 火魅子伝〜恋解〜 オリジナル・ドラマCD 耶麻台歳時記（1999年5月21日発売）

## 書籍
- 火魅子伝 〜恋解〜 ワールド&キャラクターガイド（1999年2月発売、アミューズブックス、ISBN 978-4906613403）
- 火魅子伝 〜恋解〜 公式ガイドブック（1999年4月発売、アスペクト、ISBN 978-4757204225）
- 火魅子伝 〜恋解〜 公式ファンブック耶麻台国恋愛白書（1999年5月発売、ソフトバンククリエイティブ、ISBN 978-4797309348）

## 評価
『ファミ通』535号のクロスレビューでは7,7,7,7（28/40）点、『ザ・プレイステーション』141号では58,64,63（185/300）点と採点されている。戦略シミュレーション＋恋愛シミュレーションゲームとなっている本作は、『ファミ通』のレビューでは比較的好評であったが、『ザ・プレイステーション』のレビューでは戦闘に不満点が挙げられ、恋愛シミュレーション要素も評価が分かれるところであり、少し辛口のレビューだったが、作品やメーカーのファンなら楽しめる内容であるとしている。